# Samuel St. George Rogers

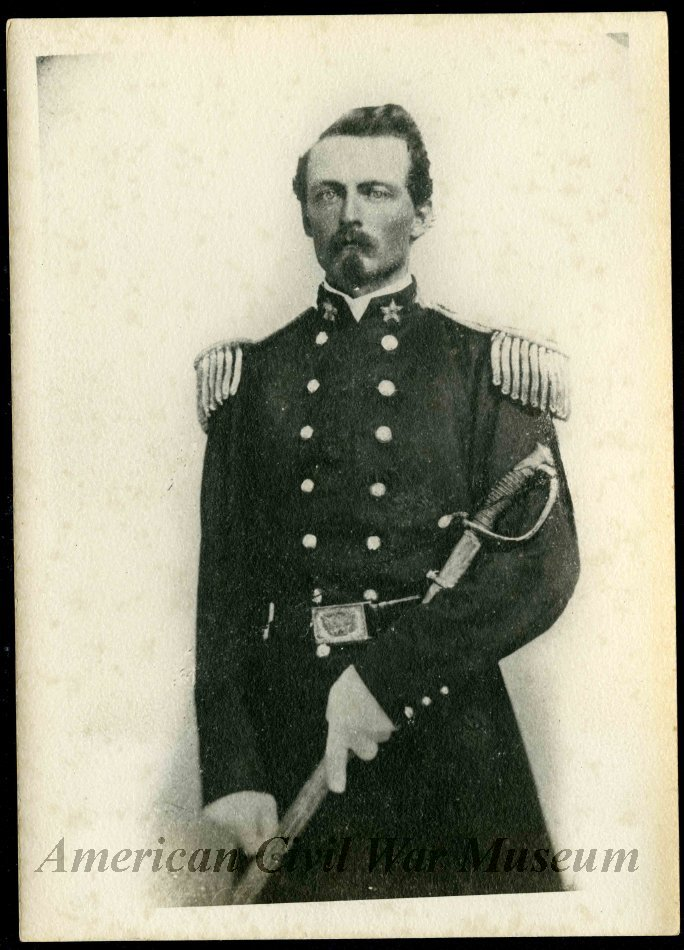
Samuel St. George Rogers (etwa 1861)

Samuel St. George Rogers (* 30. Juni 1832 in Pulaski, Tennessee; † 11. September 1880 in Terre Haute, Indiana) war ein US-amerikanischer Jurist, Plantagenbesitzer, Politiker und Offizier.

## Werdegang
Samuel St. George Rogers, Sohn von Sarah Davidson und Samuel Rogers, wurde 1832 im Giles County geboren. Seine Jugendjahre waren von der Wirtschaftskrise von 1837 überschattet und die Folgejahre vom Mexikanisch-Amerikanischen Krieg. Irgendwann zog er nach Florida. Rogers studierte Jura in Columbus (Georgia) und kehrte dann nach Florida zurück, wo er als Anwalt tätig war. Er besaß eine Plantage in Ocala (Marion County). In der Folgezeit diente er in der Miliz, wo er den Dienstgrad eines Colonels bekleidete. Während dieser Zeit nahm er am Seminolenkrieg teil. Rogers war zweimal verheiratet. Er heiratete zuerst Mary Bowers Jenckes. Ob aus dieser Ehe Kinder hervorgingen, ist nicht bekannt. Nach ihrem Tod heiratete er am 9. September 1861 Josephine Amanda Baynard (1839–1901). Das Paar bekam mindestens zwei gemeinsame Kinder: Mary Adilaide und Leonora St. George. 1860 saß er im Senat von Florida. Nach dem Ausbruch des Bürgerkrieges trat er am 17. Juli 1861 dem zweiten Infanterieregiment von Florida bei. Er bekleidete dort den Dienstgrad eines Lieutenant Colonels. Im Mai 1862 wurde er nicht in seine Position wiederernannt. Die Einheit wurde am 11. Mai 1862 reorganisiert und er nicht berücksichtigt. Am 5. Juli 1862 folgte eine Ernennung zum Kommandanten eines Ausbildungslagers in Florida, wo er den Dienstgrad eines Majors bekleidete. Er wurde am 23. April 1863 zum Colonel befördert und diente als Richter am Militärgericht unter General Pierre Gustave Toutant Beauregard (1818–1893). Am 21. November 1863 trat er aus der Konföderiertenarmee aus. Er wurde in den zweiten Konföderiertenkongress gewählt, wo er von 1864 bis zum Ende der Konföderation diente. Nach dem Ende des Krieges nahm er seine Tätigkeit als Anwalt wieder auf, betrieb aber auch seine Plantage in Ocala weiter. Er verstarb am 11. September 1880 in Terra Haute (Vigo County) und wurde dann auf dem Crown Hill Cemetery in Indianapolis beigesetzt.